# نفتکومسک
شهر نفتکومسک (به روسی: Нефтекумск) در کشور روسیه و در کرای استاوروپول واقع شده‌است.